# Arènes de Santa Cruz de Tenerife
Les Arènes de Santa Cruz de Tenerife sont un édifice destiné à la tauromachie située à Santa Cruz de Tenerife, aux îles Canaries en Espagne. Actuellement elles n'ont pas de fonction ou d'activité.

## Histoire
Les arènes ont été inaugurées en 1893. La corrida inaugurale a eu lieu avec Luis Mazzantini et Eguía et Antonio Brun Lagartijillo avec des taureaux de Benjumea.
La grande époque des arènes a duré jusqu'en 1977. À partir de cette date il n'y a eu presque aucune manifestation, tant par le désintérêt des aficionados que par le coût et les préjudices au taureau dans son transport en bateau depuis la péninsule. Le dernier spectacle taurin a eu lieu le 7 janvier 1984. 
Depuis la fin des corrida se sont tenus les galas d'élection de la Reine du Carnaval de Santa Cruz, divers concerts, spectacles, meetings politiques. Les arènes ont également accueilli des tournois de lutte canarienne et de boxe.

## Description
Les arènes ont une capacité de 6 800 spectateurs. Elles comportent des arcs de style almohade, et son architecture est de style néo-mudéjar.  
En 1986 la Mairie de Santa Cruz avait décidé de transformer cet espace en un colisée pour des usages multiples avec une capacité de 10 000 personnes. Actuellement, il existe un projet de construction de logements, stationnements, ainsi que de zones commerciales.

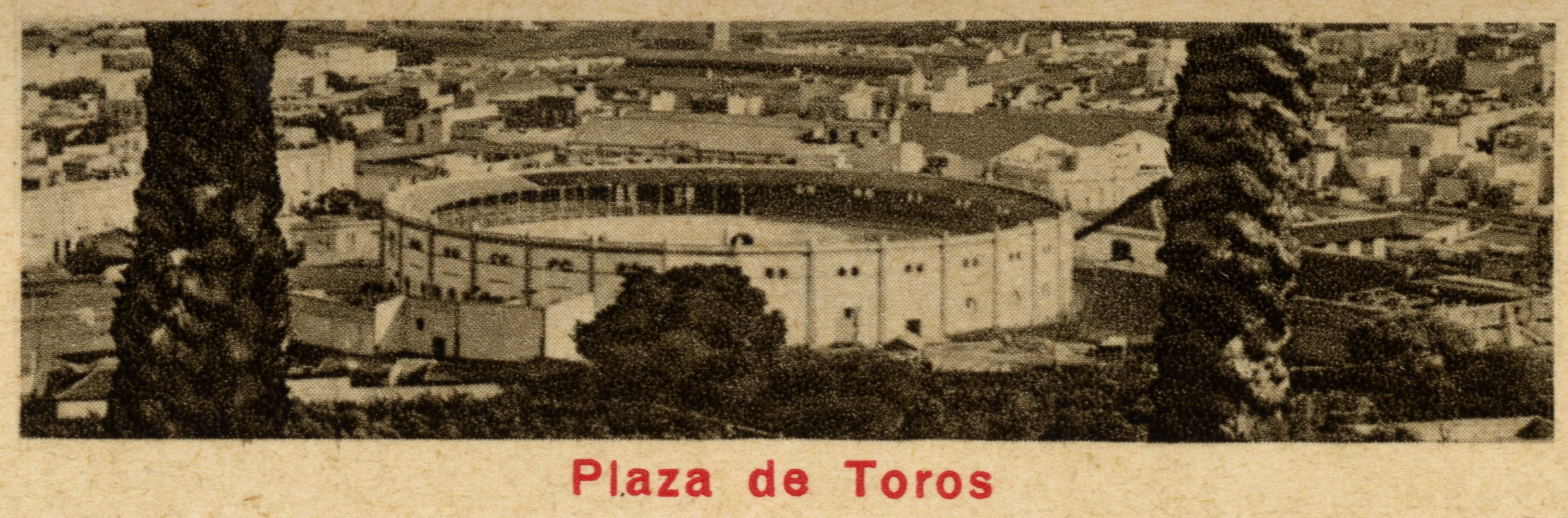
Les Arènes en 1934.